# Hrabstwo Todd (Dakota Południowa)
Hrabstwo Todd (ang. Todd County) – hrabstwo w stanie Dakota Południowa w Stanach Zjednoczonych. Obszar całkowity hrabstwa obejmuje powierzchnię 1390,90 mil² (3602,41 km²). Według szacunków United States Census Bureau w roku 2009 miało 10 095 mieszkańców.
Hrabstwo powstało w 1909 roku. Siedzibą administracyjną jest Winner, położona w sąsiednim hrabstwie Tripp. Na jego terenie znajdują się następujące gminy (townships): Rosebud i Spring Creek.

## Miejscowości
- Mission
- St. Francis

## CDP
- Antelope
- Okreek
- Parmelee
- Rosebud
- Spring Creek
- Soldier Creek
- Two Strike
- White Horse